# Chili op de Olympische Zomerspelen 1952
Chili nam deel aan de Olympische Zomerspelen 1952 in Helsinki, Finland. Het was de achtste deelname van het land. Vlaggendraagster bij de openingsceremonie was atlete Adriana Millard.
Er namen 59 sporters (55 mannen en 4 vrouwen) deel in negen olympische sportdisciplines. Tien mannen en twee vrouwen namen voor de tweede keer deel. In de atletiek werd voor de achtstemaal deelgenomen, in de wielersport voor de zesdemaal, voor de vierdemaal in de schietsport, voor de derdemaal in basketbal en zwemmen en voor de tweedemaal in de moderne vijfkamp, paardensport en voetbal. Voor het eerst werd deelgenomen bij het roeien, de vijftiende sportdiscipline waarin Chili in uitkwam.
Aan de eerste en enige behaalde medaille tot nu toe -atleet Manuel Plaza behaalde in 1928 op de marathon de zilveren medaille- werden twee medailles toegevoegd, beide ook zilveren en beide in de paardensport behaald.

## Medailleoverzicht
| Sport        | Olympiër                                      | Onderdeel                  | Medaille |
| ------------ | --------------------------------------------- | -------------------------- | -------- |
| Paardensport | Oscar Cristi                                  | springconcours individueel | Zilver   |
| Paardensport | Oscar Cristi Ricardo Echeverria César Mendoza | springconcours team        | Zilver   |

## Deelnemers en resultaten

### Atletiek
| Olympiër (deelname) | Onderdeel              | Resultaat | Prestatie |
| ------------------- | ---------------------- | --------- | --- |
| Raúl Inostroza (2)  | 10000m (m)             | 23e       | 31.28,6 |
| Jörn Gevert         | 100m horden (m)        | 19e       | serie 5: 3de in 15,2 |
| Edmundo Ohacho      | 100m horden (m)        | 22e       | serie 1: 5de in 15,4 |
| Jörn Gevert         | 400m horden (m)        | 29e       | serie 3: 5de in 56,1 |
| Pedro Yoma          | 400m horden (m)        | 35e       | serie 4: 4de in 56,8 |
| Guillermo Solãi     | 3000m steeplechase (m) | 29e       | serie 1: 10de in 9.32,2 |
| Luis Celedón        | marathon (m)           | 14e       | 2:33.45,8 |
| Raúl Inostroza      | marathon (m)           | DNF       | niet gefinisht |
| Carlos Vera (2)     | verspringen (m)        | 14e       | kwalificatie groep B: 7de met 7,07m |
| Ernesto Lagos       | hoogspringen (m)       | 32e       | kwalificatie groep A: 18de met 1,80m |
| Hernán Haddad       | discuswerpen (m)       | 28e       | kwalificatie groep A: 14de met 42,89m |
| Arturo Melcher      | kogelslingeren (m)     | 32e       | kwalificatie groep A: 18de met 45,55m |
| Hernán Figueroa (2) | tienkamp (m)           | 17e       | 100m: 18de in 11,73 (678 punten) verspringen: 20ste met 6,38m (608 punten) kogelstoten: 7de met 12,87m (660 punten) hoogspringen: 22ste met 1,60m (555 punten) 400m: 14de in 52,96 (654 punten) 110m horden: 15de in 16,66 (623 punten) discuswerpen: 11de met 38,08m (574 punten) polsstokhoogspringen: 9de met 3,50m (516 punten) speerwerpen: 14de met 51,22m (550 punten) 1500m: 14de in 4.58,61 (274 punten) totaal: 5592 punten |
| Carlos Vera         | tienkamp (m)           | DNF       | 100m: 3de in 11,28 (870 punten) verspringen: 7de met 6,96m (773 punten) kogelstoten: 24ste met 9,52m (387 punten) hoogspringen: 8ste met 1,75m (711 punten) |
|                     |                        |           | |
| Adriana Millard (2) | 200m (v)               | 22e       | serie 4: 4de in 25,4 |
| Adriana Millard (2) | verspringen (v)        | 13e       | kwalificatie groep B: 9de met 5,49m finale: 13de met 5,59m |
| Marion Huber (2)    | 80 m horden (v)        | DNF       | serie 2: DNF |
| Gerda Martín        | speerwerpen (v)        | 18e       | kwalificatie: 18de met 36,94m |
| Edith Thomas        | speerwerpen (v)        | DNF       | kwalificatie: geen geldige worp |

### Basketbal
| Olympiër (deelname) | Onderdeel | Resultaat | Prestatie |
| --- | --------- | --------- | --- |
| Pedro Araya Rufino Bernedo Eduardo Cordero (2) Hugo Fernández Exequiel Figueroa (2) Juan José Gallo (2) Eric Maehn Victor Mahana (2) Juan Ostoic Hernán Raffo (2) Hernán Ramos Alvaro Salvadores Orlando Silva | mannen    | 5e        | voorronde groep D: 2de W van Cuba: 53-52 W van Egypte: 74-46 V van Frankrijk: 43-52 kwartfinale groep B: 4de V van Brazilië: 44-75 V van Verenigde Staten: 55-103 V van Sovjet-Unie: 60-78 5-8ste plek: W van Bulgarije: 60-53 5-6de plek: W van Brazilië: 58-49 |

| Groep D |           |             |             |             |            |            |            |        |
| №       | Land      | Wedstrijden | Wedstrijden | Wedstrijden | Doelpunten | Doelpunten | Doelpunten | Punten |
| №       | Land      | G           | W           | V           | V          | T          | Saldo      | Punten |
| 1       | Frankrijk | 3           | 3           | 0           | 202        | 149        | +53        | 6      |
| 2       | Chili     | 3           | 2           | 1           | 170        | 150        | +20        | 5      |
| 3       | Egypte    | 3           | 1           | 2           | 176        | 221        | −45        | 4      |
| 4       | Cuba      | 3           | 0           | 3           | 149        | 177        | −28        | 3      |

| Ronde      | Plaats    | Land  | Score  | Land |
| ---------- | --------- | ----- | ------ | ---- |
| Groepsfase |           |       |        |      |
| Helsinki   | Chili     | 53-52 | Cuba   |      |
| Helsinki   | Chili     | 74-46 | Egypte |      |
| Helsinki   | Frankrijk | 52-43 | Chili  |      |

| Kwartfinale Groep B |                  |             |             |             |            |            |            |        |
| №                   | Land             | Wedstrijden | Wedstrijden | Wedstrijden | Doelpunten | Doelpunten | Doelpunten | Punten |
| №                   | Land             | G           | W           | V           | V          | T          | Saldo      | Punten |
| 1                   | Verenigde Staten | 3           | 3           | 0           | 246        | 166        | +80        | 6      |
| 2                   | Sovjet-Unie      | 3           | 2           | 1           | 190        | 195        | −5         | 5      |
| 3                   | Brazilië         | 3           | 1           | 2           | 177        | 155        | +22        | 4      |
| 4                   | Chili            | 3           | 0           | 3           | 159        | 256        | −97        | 3      |

| Ronde       | Plaats           | Land   | Score     | Land |
| ----------- | ---------------- | ------ | --------- | ---- |
| Kwartfinale |                  |        |           |      |
| Helsinki    | Brazilië         | 75-44  | Chili     |      |
| Helsinki    | Verenigde Staten | 103-55 | Chili     |      |
| Helsinki    | Sovjet-Unie      | 78-60  | Chili     |      |
| 5-8ste plek |                  |        |           |      |
| Helsinki    | Chili            | 60-53  | Bulgarije |      |
| 5-6de plek  |                  |        |           |      |
| Helsinki    | Chili            | 58-49  | Brazilië  |      |

### Moderne vijfkamp
| Olympiër (deelname)                     | Onderdeel | Resultaat | Prestatie |
| --------------------------------------- | --------- | --------- | --- |
| Luis Carmona                            | mannen    | 27e       | paardensport: 25ste in 10.39,5 schermen: 12de met 25 overwinningen schietsport: 28ste met 20 punten zwemmen: 40ste in 5.34,2 atletiek: 23ste in 15,59,4 totaal: 128 punten |
| Nilo Floody (2)                         | mannen    | 17e       | paardensport: 20ste in 10.37,4 schermen: 9de met 28 overwinningen schietsport: 17de met 20 punten zwemmen: 33ste in 5.10,0 atletiek: 27ste in 16,03,0 totaal: 106 punten   |
| Hernán Fuentes (2)                      | mannen    | 22e       | paardensport: 35ste in 11.44,4 schermen: 22ste met 23 overwinningen schietsport: 3de met 20 punten zwemmen: 25ste in 4.58,1 atletiek: 35ste in 16,26,9 totaal: 120 punten  |
| Luis Carmona Nilo Floody Hernan Fuentes | team (m)  | 7e        | paardensport: 8ste in 77 punten schermen: 3de met 42 punten schietsport: 4de met 46 punten zwemmen: 12de met 90 punten atletiek: 11de met 81 punten totaal: 336 punten     |

### Paardensport
| Olympiër                                       | Onderdeel   | Resultaat | Prestatie |
| Dressuur                                       | Dressuur    | Dressuur  | Dressuur |
| ---------------------------------------------- | ----------- | --------- | --- |
| Héctor Clavel                                  | individueel | 16e       | 452,00 punten |
| José Larraín                                   | individueel | 14e       | 473,50 punten |
| Ernesto Silva                                  | individueel | 22e       | 415,00 punten |
| Héctor Clavel José Larraín Ernesto Silva       | team        | 5e        | 1340,50 punten |
| Eventing                                       |             |           | |
| Mario Leuenberg                                | individueel | 14e       | dressuur: 33ste met 148,66 strafpunten cross-country: 13de met 37 punten springconcours: 23ste met 12,50 strafpunten totaal: 124,16 strafpunten |
| Rolando Mosqueira                              | individueel | DNF       | dressuur: 44ste met 163,80 strafpunten cross-country: 36ste met 305 strafpunten springconcours: gediskwalificeerd                               |
| Hernan Vigil                                   | individueel | DNF       | dressuur: 23ste met 132,80 strafpunten cross-country: gediskwalificeerd                                                                         |
| Mario Leuenberg Rolando Mosqueira Hernan Vigil | team        | DNF       | dressuur: 13de met 445,26 strafpunten cross-country: niet gefinisht                                                                             |
| Springconcours                                 |             |           | |
| Oscar Cristi                                   | individueel | Zilver    | 1ste ronde: 2de met 4 strafpunten 2de ronde: 4de met 4 strafpunten totaal: 8 strafpunten                                                        |
| Ricardo Echeverra                              | individueel | 28e       | 1ste ronde: 37ste met 17,75 strafpunten 2de ronde: 13de met 8 strafpunten totaal: 25,75 strafpunten                                             |
| César Mendoza                                  | individueel | 7e        | 1ste ronde: 21ste met 12 strafpunten 2de ronde: 1ste met 0 strafpunten totaal: 12 strafpunten                                                   |
| Oscar Cristi Ricardo Echeverra César Mendoza   | team        | Zilver    | 1ste ronde: 7de met 33,75 strafpunten 2de ronde: 2de met 12 strafpunten totaal: 45,75 strafpunten                                               |

### Roeien
| Olympiër             | Onderdeel | Resultaat | Prestatie                                          |
| -------------------- | --------- | --------- | -------------------------------------------------- |
| Carlos Andueza Troll | skiff (m) | 14e       | serie 1: 5de in 8.22,3 herkansingen: 2de in 8.08,9 |

### Schietsport
| Olympiër      | Onderdeel                  | Resultaat | Prestatie                       |
| ------------- | -------------------------- | --------- | ------------------------------- |
| Juan Bizama   | 50m geweer 3 houdingen (m) | 28e       | 1120 punten: (353-372-395)      |
| Juan Bizama   | 50m geweer liggend (m)     | 25e       | 395 punten: (97-99-99-100)      |
| Enrique Ojeda | 50m pistool (m)            | 35e       | 510 punten: (85-86-85-80-86-88) |

### Voetbal
| Olympiër | Onderdeel | Resultaat | Prestatie                    |
| --- | --------- | --------- | ---------------------------- |
| Domingo Massaro Domingo Pillado Fernando Jara Irenio Jara Jaime Vasquez José Garcia Justo Albornoz Julio Vial Luis Leal Manuel Roa Ruben Gonzalez | mannen    | 17e       | voorronde: V van Egypte: 4-5 |

### Wielersport
| Olympiër                                                   | Onderdeel             | Resultaat | Prestatie                                            |
| Baan                                                       | Baan                  | Baan      | Baan                                                 |
| ---------------------------------------------------------- | --------------------- | --------- | ---------------------------------------------------- |
| Hernán Masanés                                             | sprint (m)            | 14e       | 1ste ronde serie 1: 3de 1ste ronde herkansingen: 2de |
| Hernán Masanés                                             | tijdrit (m)           | 17e       | 1.15,9                                               |
| Weg                                                        |                       |           |                                                      |
| Héctor Droguett                                            | wegwedstrijd (m)      | DNF       | niet gefinisht                                       |
| Hernán Masanés                                             | wegwedstrijd (m)      | DNF       | niet gefinisht                                       |
| Héctor Mellado                                             | wegwedstrijd (m)      | DNF       | niet gefinisht                                       |
| Hugo Miranda                                               | wegwedstrijd (m)      | DNF       | niet gefinisht                                       |
| Héctor Droguett Hernán Masanés Héctor Mellado Hugo Miranda | wegwedstrijd team (m) | DNF       | niet gefinisht                                       |

### Zwemmen
| Olympiër      | Onderdeel           | Resultaat | Prestatie              |
| ------------- | ------------------- | --------- | ---------------------- |
| Hernán Avilés | 100m vrije slag (m) | 51e       | serie 3: 6de in 1.02,8 |

Argentinië · Australië · Bahama's · België · Bermuda · Birma · Brazilië · Brits-Guiana · Bulgarije · Canada · Ceylon · Chili · China · Cuba · Denemarken · Duitsland · Egypte · Filipijnen · Finland · Frankrijk · Goudkust · Griekenland · Groot-Brittannië · Guatemala · Hongarije · Hongkong · Ierland · IJsland · India · Indonesië · Iran · Israël · Italië · Jamaica · Japan · Joegoslavië · Libanon · Liechtenstein · Luxemburg · Mexico · Monaco · Nederland · Nederlandse Antillen · Nieuw-Zeeland · Nigeria · Noorwegen · Oostenrijk · Pakistan · Panama · Polen · Portugal · Puerto Rico · Roemenië · Saarland · Singapore ·  Sovjet-Unie · Spanje · Thailand · Trinidad en Tobago · Tsjecho-Slowakije · Turkije · Uruguay · Venezuela · Verenigde Staten · Vietnam · Zuid-Afrika · Zuid-Korea · Zweden · Zwitserland